# Culhat

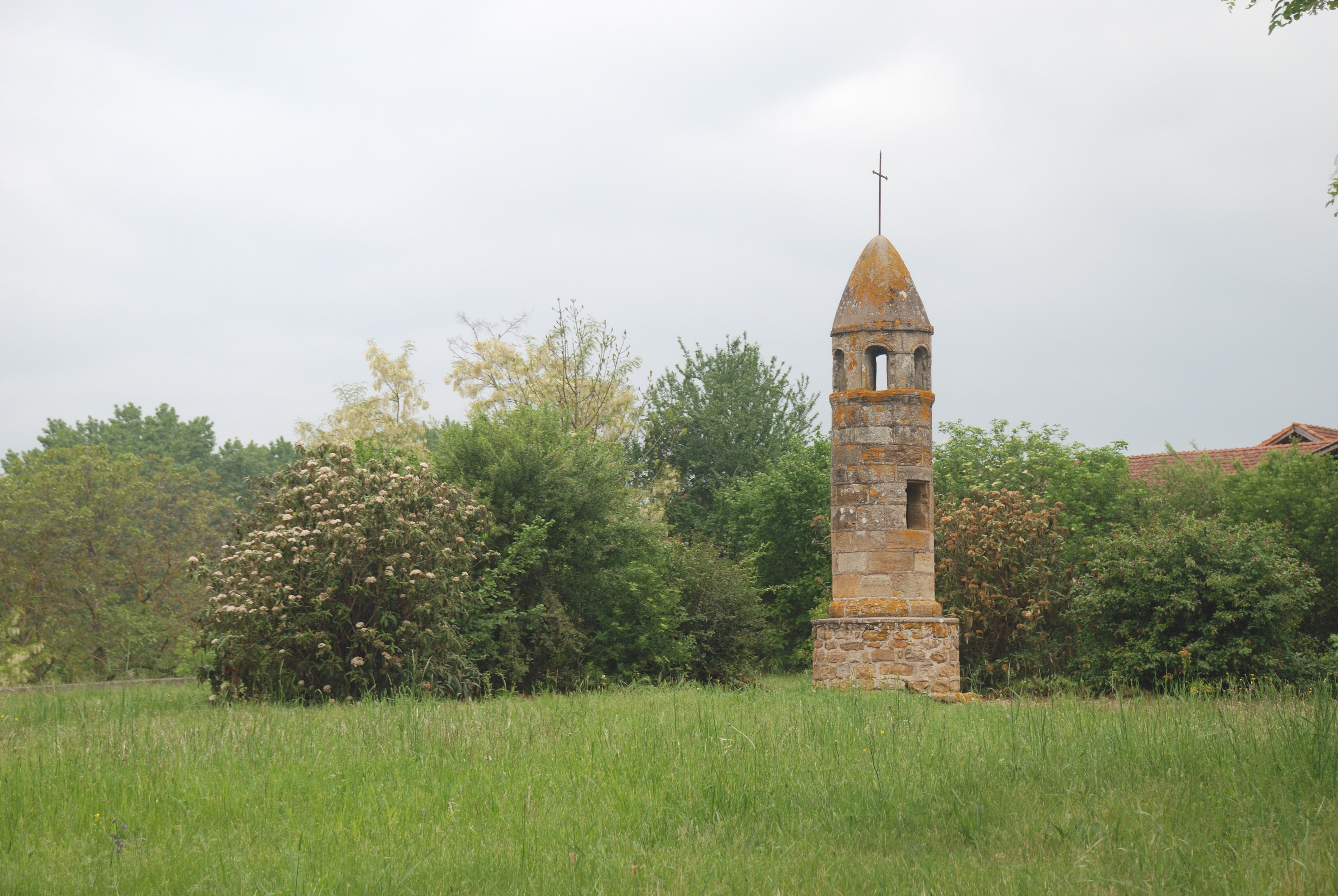
Lanterne des morts
(Puy-de-Dôme, França)

Culhat é uma comuna francesa na região administrativa de Auvérnia-Ródano-Alpes, no departamento Puy-de-Dôme. Estende-se por uma área de 18,87 km². Em 2010 a comuna tinha 1 147 habitantes (densidade: 60,8 hab./km²).